# Forte (musica)
La parola forte in musica indica una coloratura, cioè l'intensità di una nota o di una frase musicale.
Durante l'esecuzione, il musicista tende a differenziare le varie frasi mediante l'utilizzo di questa tecnica per rendere più gradevole l'ascolto.
La parola forte non indica un'intensità assoluta ma è relativa alla presenza di altri coloriti ed alla sensibilità dell'esecutore.
Si usano anche i termini fortissimo e fortississimo per esprimere gradi di intensità superiori.